# Stazione di Nanterre Città
La stazione di Nanterre Città (in francese Gare de Nanterre-Ville) è una stazione ferroviaria situata nel comune di Nanterre lungo la ferrovia Parigi - Saint-Germain-en-Laye.

## Storia
La stazione fu aperta al traffico il 26 agosto 1837.

## Movimenti
La stazione è servita dai treni della linea RER A.